# 방광삼각염
방광삼각염 ( Trigonitis )은 방광의 삼각지역에 염증이 생기는 경우를 일컫는 말로, 주로 여성들에게서 많이 발생한다.
방광삼각염의 원인은 잘 알려져 있지 않다. 또한 확실한 치료법도 없다. 지짐술이 종종 사용되지만, 신뢰할 만한 치료는 되지 못한다.
근육이완제, 항생체, 방부제로 Urised가 사용되지만, 신뢰할 만한 결과를 내놓지 못하고 있다. 또 다른 치료법으로는 요도절제술, 저온시술, 신경자극법등이 있다.